# Circuito di Pescara
Der Circuito di Pescara war eine 25,838 Kilometer lange Motorsport-Rennstrecke auf öffentlichen Straßen in und um Pescara, in der gleichnamigen Provinz in der Region der Abruzzen in Italien. Der Straßenkurs gilt als die längste jemals von der Formel 1 befahrene Rennstrecke.

## Streckenführung

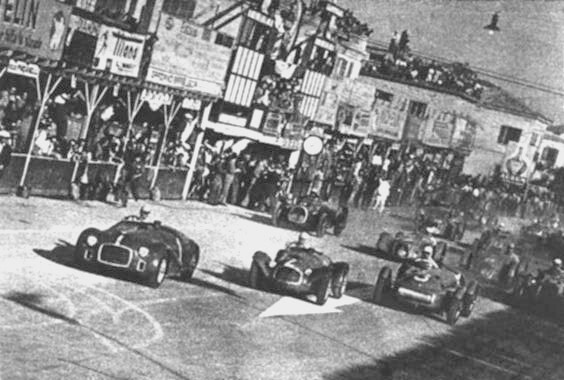
Start der Coppa Acerbo 1948 in Pescara

Der Straßenkurs beinhaltete zwei extrem lange Geraden sowie einen anspruchsvollen, kurvenreichen Abschnitt durch die Ortschaften im Hinterland der Adriaküste. Er besaß einen Höhenunterschied von 182 m und galt als eng und unebenen.
Start und Ziel lagen auf der Via Nazionale Adriatica im nördlichen Pescara. Nach kurzem Verlauf in südöstlicher Richtung führte die Strecke parallel zum Fluss Pescara über Spoltore nach Villa Santa Maria und von dort aus über eine Reihe von Kurven bis Cappelle sul Tavo, wo sie nach Nordosten abbog. Das folgende Teilstück über Mulino nach Montesilvano über die heutige SS 16 bis verlief zu großen Teilen schnurgerade und beinhaltete den so genannten chilometro lanciato, auf dem Juan Manuel Fangio 1950 auf einem Alfa Romeo Tipo 158 eine Geschwindigkeit von etwa 310 km/h erreichte. In Montesilvano bog die Strecke um 90 Grad nach Südosten ab und führte wiederum ohne Kurven über die heutige SS 16 über Madonna zurück zu Start und Ziel.

## Veranstaltungen
Das erste Rennen um die Coppa Acerbo wurde 1924 ausgetragen. Es siegte Enzo Ferrari auf Alfa Romeo RL. Danach gehörte das Rennen zwar nicht zur Grand-Prix-Europameisterschaft, war aber bis zum Zweiten Weltkrieg von internationaler Bedeutung. Es trugen sich Größen wie Giuseppe Campari, Tazio Nuvolari und Luigi Fagioli für Alfa Romeo, Achille Varzi und Bernd Rosemeyer für Auto Union oder Rudolf Caracciola für Mercedes-Benz in die Siegerlisten ein. In den Jahren 1950, 1951 und 1954 fanden hier Formel-1-Rennen statt, die aber nicht zur Weltmeisterschaft zählten. Das Rennen 1957 zählte offiziell zur Weltmeisterschaft und wurde als Großer Preis von Pescara ausgetragen. Das Rennen zog über 200.000 Zuschauer an.
Das letzte Rennen auf dieser Strecke war ein 4-Stunden-Rennen im Jahre 1961, welches zur Sportwagen-Weltmeisterschaft zählte und von Lorenzo Bandini und Giorgio Scarlatti auf Ferrari 250TRI gewonnen wurde. Danach wurde die Strecke als Motorsportaustragungsort gestrichen, da es für die Veranstalter unmöglich war, die Sicherheit der Fahrer und Zuschauer zu garantieren.

## Statistik

### Alle Sieger von Formel-1-Rennen in Pescara
| Nr. | Jahr | Fahrer        | Konstrukteur | Motor   | Reifen | Zeit        | Streckenlänge | Runden | Ø-Tempo      | Datum      | GP von  |
| --- | ---- | ------------- | ------------ | ------- | ------ | ----------- | ------------- | ------ | ------------ | ---------- | ------- |
| 1   | 1957 | Stirling Moss | Vanwall      | Vanwall | P      | 2:59:22,7 h | 25,838 km     | 18     | 155,565 km/h | 18. August | Pescara |